# Jeff Albertson
Pour les articles homonymes, voir Albertson.
 (avril 2024).
Si vous disposez d'ouvrages ou d'articles de référence ou si vous connaissez des sites web de qualité traitant du thème abordé ici, merci de compléter l'article en donnant les références utiles à sa vérifiabilité et en les liant à la section « Notes et références ».
Jeffrey "Jeff" Albertson, appelé « Le vendeur de B.D. » (en France) ou « Le gars des bandes dessinées » (au Québec), est un personnage de fiction de la série télévisée Les Simpson. Son nom original en anglais est Comic Book Guy, il est représenté comme la caricature du geek.
Il est doublé par Hank Azaria en version originale, par Patrick Guillemin, puis Pierre Laurent en version française et par Gilbert Lachance en version québécoise. Il apparaît pour la première fois dans l’épisode Un pour tous, tous contre un (Trois hommes et une bédé au Québec). Il est propriétaire d’un magasin de bandes-dessinées nommé Le Donjon de l’Androïde.

## Profil
Le vendeur de BD est obèse et accro aux jeux vidéo . Il est connu pour ses boutades sarcastiques envers ses clients. Il est la représentation du fan de science-fiction asocial, reclus, cynique, célibataire, ayant pour seuls amis ses héros de bandes dessinées. Son expression favorite est « C'est le plus mauvais [quelque chose] qui soit ». 
Comme son surnom le suggère, il est obsédé de la collection de bande dessinée et est avide de science-fiction. Il possède une maîtrise en folklore et mythologie. Il a traduit Le Seigneur des anneaux en Klingon, a un Quotient Intellectuel de 170 et est membre de la Mensa de Springfield. En dépit de sa vie solitaire dans Les Simpson - Le Film, quelques minutes avant l’explosion de Springfield, il dit que son obsession pour les bandes-dessinées lui a fait une vie bien remplie. Au contraire, dans Simpson Horror Show VIII, quand la bombe nucléaire arrive sur lui, il se dit : « Oh, j’ai gâché ma vie » – mais il faut noter que les épisodes Horror Show des Simpson ne font pas partie du canon normal de la série. 
Dans son magasin, il a banni à vie Tahiti Bob, Nelson et Matt Groening, visibles en photo sur un mur dans l'épisode Le Pire Épisode. À noter quelques allusions à la science-fiction : il a un autocollant disant Mon autre voiture est un Faucon Millenium offert par un sosie de Harrison Ford, sa plaque d'immatriculation est NCC-1701 qui est aussi celle du vaisseau USS Enterprise de la série Star Trek, il porte un T-shirt illustré par ces mots : C:\DOS C:\DOS\RUN RUN\DOS\RUN, c'est un passionné de la bande dessinée Hi & Lois, il possède dans son magasin une section de vidéos interdites, son doudou représente Jar Jar Binks.
On découvre dans l'épisode Super Homer que Jeff dessine depuis des années une bande dessinée de Science-fiction avec un super Héros qui se nomme Everyman (sa BD sera publiée puis adaptée par la suite en film).
Sa voiture n'a pas de vitres teintées, elle est remplie de sacs poubelles. Fan d'informatique à l'ancienne, il cherche à pirater les spectacles publics avec son volumineux matériel (ordinateur fixe avec écran, etc.),  et se fait expulser avec fracas; affalé sur le trottoir au milieu de ses appareils, il réclame : "Eh, j'avais une souris !...". Il aime aussi les photos et les films  pornographiques, qu'il télécharge sur son ordinateur, et les silhouettes publicitaires de carton représentant des "sex-symbols".
Dans l'épisode 10 de la saison 25, il avoue posséder un diplôme d'ingénieur chimiste « dont il ne parlait pas jusqu'ici ».
Pendant l'épisode 11 de la saison 32, Envie de paternité, on apprend qu'il est fils unique, qu'il a grandi autour d'une famille d'excentriques, tantes et oncles, sans enfant, dans un manoir que l'on appelle « C'est quoi cet endroit dingue ? ».

## Romance
Le vendeur de BD a déjà été marié lors d’un jeu virtuel en ligne. Ils voulaient avoir des enfants mais cela aurait trop affaibli la puissance de ses cristaux. Quand avec la Mensa de Springfield il dirigeait la ville, il proposa de ne s’accoupler qu’une fois tous les 7 ans pour reproduire le mode de vie des Vulcains, l'espèce la plus intelligente de la galaxie, il fit comme commentaire que ce serait beaucoup moins pour les autres mais bien plus pour lui. Il était vierge bien qu’il eût quarante ans quand il tomba amoureux d’Agnès Skinner. Plus récemment il eût une aventure avec Edna Krapabelle et possède un tatouage de Superman sur sa fesse droite.
Il vit chez sa mère, et on apprend dans Le Péché de Ned qu'il n'a jamais embrassé aucune femme. Jusqu'à l'épisode 10 de la Saison 25, il se marie avec une dessinatrice de Manga japonaise Kumiko.

## Le donjon de l’Androïde
Le vendeur de B.D. est le propriétaire du Donjon de l’Androïde et boutique de cartes de baseball, le magasin local de bandes-dessinées. Beaucoup de ses B.D. sont de très bonne qualité et coûtent très cher. Sa boutique contient une section pour des vidéos piratées, tels que Autopsie d’alien, Autopsie illégale d’alien, Le parrain 3, La bonne version, Kent Brockman se mettant le doigt dans le nez…
Le septième épisode de la saison 19, Maris et larmes (Husbands and Knives), commence par son magasin concurrencé par l'ouverture de Coolsville dirigé par Milo, un grand connaisseur (de comics mais aussi de bande dessinée européenne) à l'allure branchée. Comble du crime de lèse-majesté, il a même une petite amie.

## Nom
Un long gag fût que l’on ne connaissait pas son nom, les gens l’appelant le vendeur de B.D. ou le gars des bandes-dessinées. Finalement, le 6 février 2005, dans l’épisode Déluge au stade, il dit à Ned Flanders que son nom est Jeff Albertson, mais que tout le monde l’appelle le vendeur de B.D. ou le gars des bandes-dessinées.